# Selfmade Records
Selfmade Records est un label discographique indépendant allemand de hip-hop, ayant son siège à Düsseldorf, actif entre 2005 et 2022. Il a été fondé par Elvir Omerbegovic et Philipp Dammann. Omerbegovic est le seul propriétaire de la maison de disques. Dernièrement, les musiciens hip-hop 257ers et Karate Andi ainsi que les producteurs Rizbo et Johnny Illstrument étaient sous contrat. Par le passé, les rappeurs Favorite, Kollegah, Shiml et Casper ainsi que le duo de rap Genetikk ont également été liés par contrat.
En 2022, Omerbegovic ferme le label après 18 ans d'existence.

## Histoire

### 2005–2009

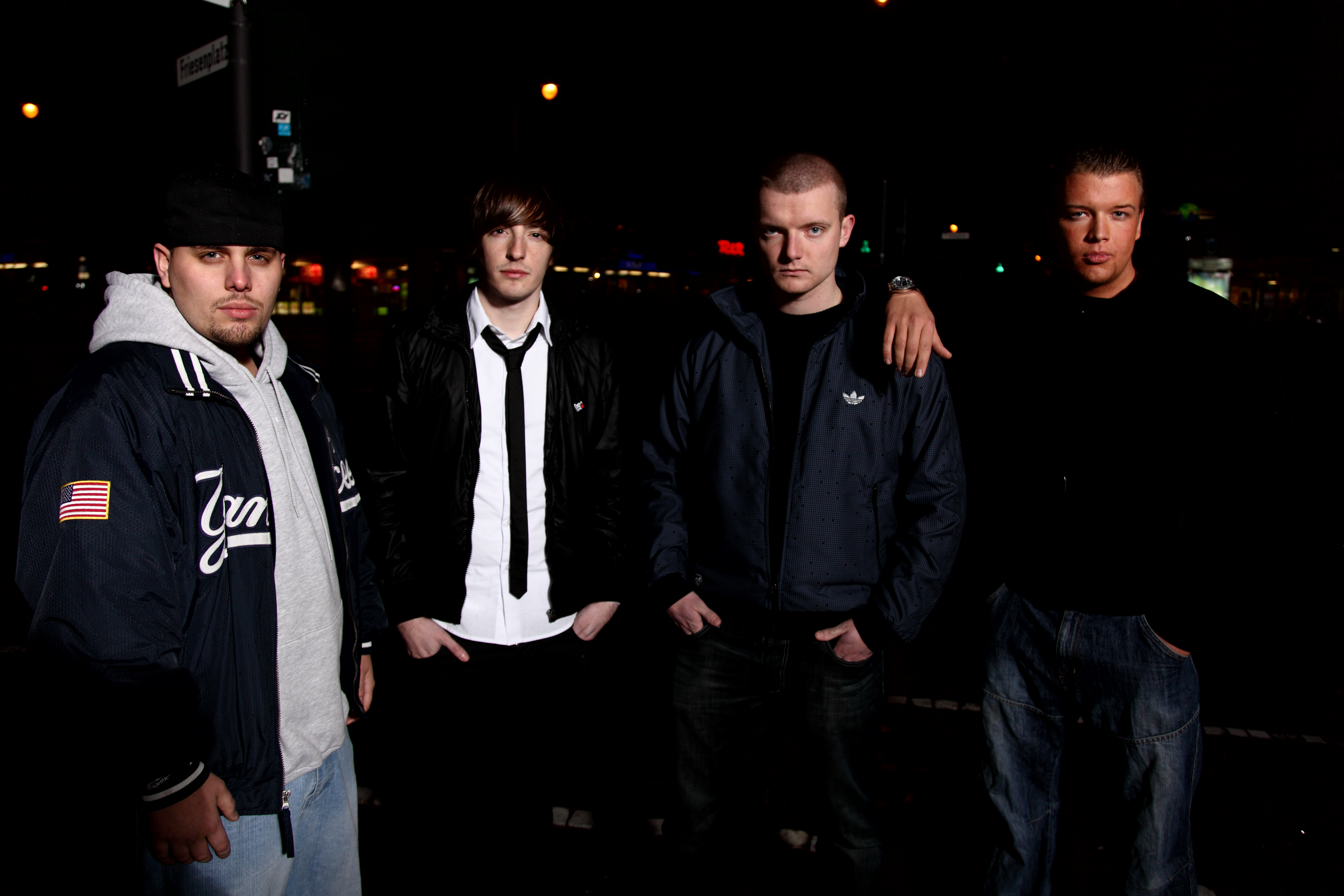
Les artistes de Selfmade Records en 2009 : Favorite, Kollegah, Shiml et Casper.

Selfmade Records est fondé en 2005 par Elvir Omerbegovic, connu en tant que rappeur sous le pseudonyme de Slick One, et Philipp Dammann. Dammann, qui avait déjà connu le succès les années précédentes sous le nom de Flipstar en tant que membre du duo de rap Creutzfeld & Jakob, est d'abord impliqué artistiquement dans les débuts, mais quitte le label dès la fin de l'année 2005. Depuis, Omerbegovic est seul à la tête du label.
Le premier rappeur à avoir signé avec le label indépendant est Favorite, originaire d'Essen. Le 4 avril 2005, la compilation Schwarzes Gold est la première publication de Selfmade Records. L'album Rappen kann tödlich sein de Favorite et Jason suit. Celui-ci est principalement produit par le producteur Rizbo, qui avait déjà été signé en 2004. Rizbo a joué un rôle déterminant dans toutes les sorties suivantes du label en tant que producteur principal. Le producteur s'était déjà fait connaître auparavant en produisant le single Endgegner du berlinois Bushido.
Dans la deuxième moitié de l'année 2005, le Breton Shiml est signé chez Selfmade Records. En décembre 2005, le rappeur Kollegah suit, dont la première publication, la Zuhältertape en X-Mas Edition, sort le 30 décembre 2005. Le 6 juillet 2007, Chronik 1 est publiée. Sur la deuxième compilation du label, les trois rappeurs sous contrat avec Selfmade Records sont mis en avant. À la fin de l'année, le label indépendant se présente dans le cadre de la tournée Showtime, Bitch! qui s'est déroulée dans onze villes.
En 2007, Selfmade Records entre pour la première fois dans les charts allemands grâce à l'album Alphagene de Kollegah. Le premier album de Kollegah, dont la sortie est accompagnée par des apparitions du rappeur sur la chaîne musicale MTV, atteint la 51e position du classement des albums allemands. Un autre succès pour Selfmade Records est l'album Anarcho, sort le 2 mai 2008 et se classe à la 24e place du classement des albums. Dans le cadre de la sortie de l'album, trois clips sont tournés, dont la vidéo de la chanson Ich vermiss euch est classée plusieurs fois à la première place du classement TRL Most Wanted de l'émission musicale Urban TRL. Le 29 août, le deuxième album solo de Kollegah sort sur le label de Düsseldorf. Kollegah atteint la 17e place du classement des albums. De plus, le support sonore occupe une position dans le classement des albums autrichiens en tant que première publication de Selfmade Records. En décembre 2008, une mixtape de Favorite et Hollywood Hank intitulée Schläge für Hip Hop. Fin janvier 2009, Im Alleingang, le deuxième album de Shiml, sort.
Le 6 février 2009, la signature du rappeur Casper chez Selfmade Records est annoncée. Sur le sampler Chronik 2, sorti peu de temps après, Casper se présente aux côtés de Kollegah, Favorite et Shiml. Dans le cadre de la commercialisation du sampler, la chanson Westdeutschlands Kings est mise à disposition pour être téléchargée. Dans celle-ci, les musiciens berlinois de hip-hop Sido, Kitty Kat et Fler du label berlinois Aggro Berlin sont attaqués. La chanson entraîne un clash entre les rappeurs des deux camps, qui s'est notamment traduit par une série de chansons publiées dans lesquelles les adversaires respectifs sont attaqués. Le 8 avril 2009 débute la tournée Mittelfinger Hoch ! sur laquelle tous les artistes du label étaient représentés. Dix-neuf concerts sont donnés pour cette tournée. Lors du deuxième concert, le 9 avril, au club Kato de Berlin, des violences ont lieu, au cours desquelles MontanaMax est blessé. Une collaboration de Kollegah avec le rappeur Farid Bang, sous contrat avec German Dream, sort le 19 juin 2009 sous le titre Jung, brutal, gutaussehend. En octobre 2009, Shiml et Selfmade Records se séparent à l'amiable après quatre ans de collaboration. Shiml a déclaré vouloir se réorienter professionnellement à la fin de ses études. Dans les mois suivants, d'autres sorties de Kollegah suivent avec Zuhältertape Volume 3 et Hoodtape Volume 1.

### 2010–2013
Fin octobre 2010, après Shiml, Casper annonce également son départ du cadre artistique du label. Casper est passé chez Four Music, mais selon le communiqué de presse de Selfmade Records, il reste lié à son ancien label « pour les deux prochains albums [...] ».
Le 6 mai 2011, Selfmade Records sort le troisième album solo de Favorite sous le titre Christoph Alex. Il atteint la quatrième place du classement des albums, ce qui représente le meilleur positionnement pour le label indépendant jusqu'à présent. À la suite de l'album, Favorite fait une tournée commune avec le rappeur Kaas, dont le deuxième album solo sort également le 6 mai 2011. En début juillet 2011, l'album XOXO de Casper sort, réalisé par son nouveau label Four Music et avec la participation de Selfmade Records. XOXO entre directement à la première place du classement des albums. Le troisième album solo de Kollegah, Bossaura, sort le 14 octobre 2011. Il se classe à la 5e place des charts allemands, et se classe dans le top 20 des charts autrichiens et suisses. Le 14 octobre 2011, Kollegah commence une tournée commune avec Favorite intitulée Live 2011 Tour. Les rappeurs se sont produits dans 34 villes. À la fin 2011, Selfmade Records fait savoir par l'intermédiaire de Favorite que le label avait acquis les droits de l'album Soziopath d'Hollywood Hank, sorti en 2006, et qu'elle le vendait en exclusivité dans sa boutique en ligne.
Le 21 décembre 2011, le label annonce sa signature avec le duo Genetikk. Selfmade Records publie ensuite l'album Voodoozirkus du duo sur sa boutique en ligne. Fin mars 2012, la signature d'un autre groupe de hip-hop, 257ers, avec le label est annoncée, mais la signature du contrat du trio a lieu avant celle de Genetikk. Le 7 septembre 2012, l'album HRNSHN de 257ers est publié. Avec celui-ci, le trio a pu se hisser à la 6e place du classement des albums allemands. Johnny Illstrument est signé comme producteur supplémentaire fin septembre 2012. À la fin octobre 2012, Selfmade Records a prolongé son contrat avec le groupe de médias BMG Germany pour l'édition Selfmade. Kollegah et Favorite, qui avaient déjà conclu des contrats d'édition avec BMG, les prolongent. De plus, des contrats sont signés avec 257ers, Johnny Illstrument et Genetikk. Les contrats avec BMG Rights Management comprennent uniquement l'exploitation des droits d'auteur et de compositeur.
Le 8 février 2013, le deuxième album collaboratif entre Kollegah et Farid Bang, Jung, brutal, gutaussehend 2, sort. Avec celui-ci, Selfmade Records atteint pour la première fois la première place des charts allemands des albums. En Autriche et en Suisse, la position la plus élevée est également occupée. De plus, la sortie représente avec 80 000 exemplaires représente l'album de hip-hop allemand le plus vendu en Allemagne au cours des cinq dernières années dès la première semaine. Début mars 2013, l'album est certifié disque d'or après trois semaines de vente en Allemagne pour plus de 100 000 exemplaires vendue. Jung, brutal, gutaussehend 2 est ainsi la première publication du label à être certifié disque d'or. Le 21 juin 2013, D.N.A., le deuxième album commercial du duo Genetikk, sort. Comme dans le cadre de la sortie de Jung, brutal, gutaussehend 2, la publication reçoit des critiques dans les médias musicaux, mais aussi une attention dans les magazines d'information,.
Fin septembre 2013, Selfmade Records prolonge son contrat avec le distributeur Groove Attack de Cologne. Celui-ci était déjà responsable de la distribution des sorties du label depuis sa création.

### 2014–2022

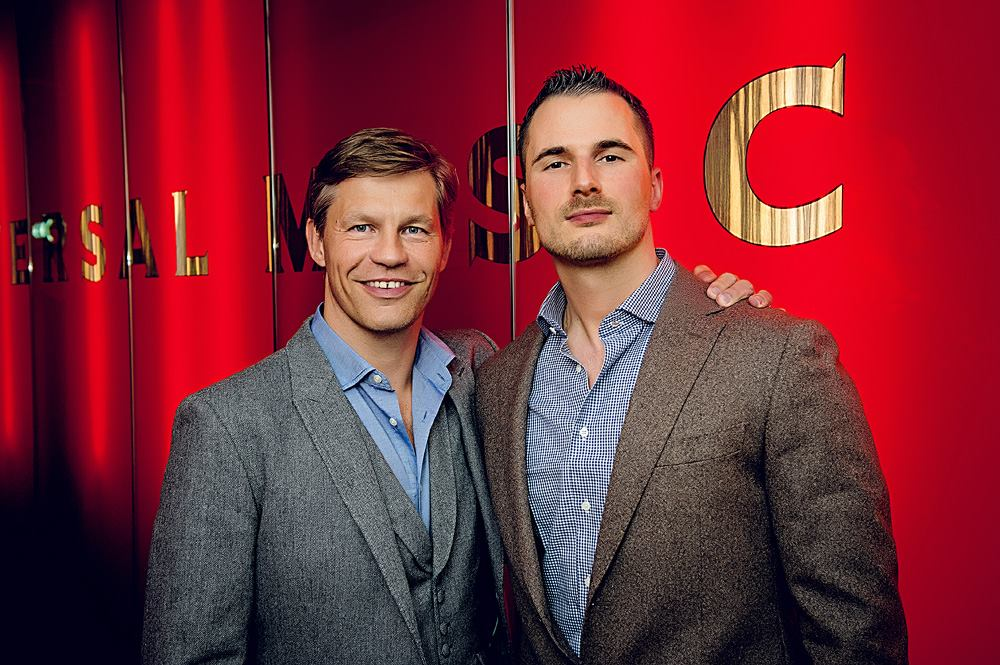
Frank Briegmann et Elvir Omerbegovic (2014).

Le 13 janvier 2014, le label annonce la création d'une joint-venture avec Universal Music Group. La major prend ainsi en charge la distribution de Selfmade, qui conserve les droits sur la musique. Selon Elvir Omerbegovic, l'idée derrière cette collaboration avec Universal Music est de pouvoir « agir avec la vitesse d'un indie et la puissance d'une major ». Outre Omerbegovic, c'est surtout le président pour l'Europe centrale d'Universal Music Group International et de Deutsche Grammophon Frank Briegmann qui était responsable de la coopération contractuelle entre les deux entreprises. Omerbegovic négocie avec ce dernier pendant environ un an. Dans le cadre de ce partenariat, Omerbegovic agira à l'avenir en tant que président de Rap Selfmade Records et Universal Music Deutschland. L'album King, sorti le 9 mai 2014, qui est le quatrième album solo pour le rappeur Kollegah, atteint, selon les déclarations du label, le statut de disque d'or en Allemagne 24 heures après sa sortie avec 100 000 exemplaires vendus. La semaine suivante, cette déclaration est confirmée dans un télégramme des charts de GfK. L'album se positionne directement à la première place des charts allemands avec plus de 160 000 exemplaires vendus. Le 11 juin 2014, Selfmade Records annonce que King avait vendu plus de 200 000 exemplaires en Allemagne après cinq semaines à peine, étant ainsi certifié disque de platine. De plus, Kollegah devient le premier artiste allemand à atteindre la première place du classement mondial des albums Spotify avec 10,9 millions d'écoutes.
Le 16 juillet 2014, Selfmade Records annonce sa signature avec l'artiste Karate Andi. Dans la foulée, le trio 257ers sort l'album Boomshakkalakka, qui atteint la première place des charts allemands des albums. Après la sortie de l'album, le groupe effectue une tournée de concerts de septembre à décembre 2014, comprenant 43 représentations. Dans la première moitié de l'année 2015 suivent les sorties Neues von Gott du rappeur Favorite et Achter Tag de Genetikk, qui ont également pu atteindre la plus haute position des charts,. Achter Tag représente pour Selfmade Records le sixième album consécutif ayant atteint la première place des charts allemands. Le 9 octobre 2015 sort le sampler du label Chronik 3, sur lequel sont représentés tous les rappeurs actuels du label, les anciens artistes Casper et Shiml ainsi que Marteria, SSIO et MontanaMax. Chronik 3 peut également se placer en tête des charts allemands. En outre, les morceaux Red Light District Anthem, Medusa, Chronik 3 et Keine neue Freunde font fait leur entrée dans les classements des singles[53][54][55] En décembre, la Zuhältertape Volume 4 de Kollegah sort et atteint la première place des classements. Il s'agit du huitième numéro un consécutif pour le label,,. En outre, Zuhältertape Volume 4 est récompensé par un disque d'or pour 100 000 ventes,. La sortie de Zuhältertape Volume 4 met fin à dix ans de collaboration entre Selfmade Records et Kollegah, qui fondera ensuite son propre label.
En mai 2016, le premier album solo de Karate Andi suit sous le titre Turbo. Celui-ci se classé à la deuxième place des charts allemands. Le 1er juillet, l'album Mikrokosmos des 257ers sort. C'est le premier du groupe à avoir été enregistré sans le rappeur Keule. Mikrokosmos réussit à se hisser à la première place des charts. Le duo connait également le succès avec les chansons Holland et Holz, qui se sont vendues à plus de 200 000 exemplaires chacune et sont donc certifiées disques d'or. Fin 2016, Selfmade Records fonde une unité de production composée de Bazzazian, Alexis Troy et Yunus « Kingsize » Cimen. À l'avenir, le label se chargera de la gestion des producteurs de hip-hop. En mai 2017, le single Holz reçoit un disque de platine grâce aux 400 000 exemplaires vendus. Au même moment, Selfmade Records annonce la prolongation du contrat avec les 257ers. Le 24 novembre 2017, Favorite sort son cinquième album solo, Alternative Für Deutschland, qui atteint la 15e place du classement des albums allemands. En décembre 2017, Genetikk a fondé son propre label Outta This World et a quitté Selfmade Records. Favorite suit en juin 2018 en fondant son propre label Upperclass Movement.